# 28720 Krystalrose
28720 Krystalrose è un asteroide della fascia principale. Scoperto nel 2000, presenta un'orbita caratterizzata da un semiasse maggiore pari a 2,5374872 UA e da un'eccentricità di 0,1532047, inclinata di 3,48399° rispetto all'eclittica.